# Herzberg (Fläming)
Herzberg war eine wüste Feldmark nordwestlich der Stadt Bad Belzig, die im 21. Jahrhundert im Landkreis Potsdam-Mittelmark in Brandenburg liegt.

## Geografische Lage
Die Feldmark lag nordwestlich von Belzig und wurde als Herzberg oder Heidenkirchhof bezeichnet.

## Geschichte
Die erste urkundliche Erwähnung stammt aus dem Jahr 1419/1420 als eyne wüste Dorfstad gnant herczeberg. Die Dorfstätte war zu dieser Zeit vermutlich durch die Hussitenkriege wüst gefallen und gehörte vor 1419 der Familie von Ziegesar. Die Dorfstätte wurde 1455 als wüsten margk Herczebergk bezeichnet und ging in Lübnitz auf; im 21. Jahrhundert ein Ortsteil von Bad Belzig. Dessen Pfarrer erhielt im Jahr 1591 den Zehnt der wüsten Feldmark. Die Fläche kam im Jahr 1601 in den Besitz der Familie von Lochow aus Lübnitz, die sie bis 1872 hielt.